# Rodney Sneijder
Rodney Sneijder (* 31. März 1991 in Utrecht) ist ein niederländischer Fußballspieler, der im Mittelfeld spielt.

## Karriere
Der jüngere Bruder von Jeffrey und Wesley Sneijder begann wie diese seine Laufbahn in der Jugend von DOS Utrecht. 

### Ajax Amsterdam
Mit acht Jahren kam er zum AFC Ajax nach Amsterdam, bei dem er die weiteren Jugendjahrgänge durchlief. Mit der B1-Mannschaft wurde er Niederländischer Meister. Er spielte anschließend für die von Frank de Boer trainierte U-19-Mannschaft als offensiver Mittelfeldspieler. Nach einem Jahr wurde er in die zweite Mannschaft übernommen, in der er in der Saison 2010/11 vier Tore in 13 Spielen erzielte. Nachdem Urby Emanuelson im Januar 2011 zum AC Mailand gewechselt war, übernahm de Boer – mittlerweile Cheftrainer des AFC Ajax – den 19-Jährigen in den Kader der ersten Mannschaft. Am 24. Januar 2011 saß Sneijder beim Spiel in seiner Heimatstadt gegen den FC Utrecht zum ersten Mal in der Eredivisie auf der Bank.

### Leihe zum FC Utrecht
Im August 2011 wurde Sneijder an den FC Utrecht ausgeliehen. Trainer Erwin Koeman erfuhr von dem Leihgeschäft erst nachträglich. Der Leihvertrag lief für den Rest der Saison; der FCU hatte eine anschließende Kaufoption für Sneijder. Am 27. August 2011 ließ Koeman Sneijder in der Eredivisie in der Startformation der Utrechter debütieren. Beim 3:1 gegen Roda JC Kerkrade, dem ersten Saisonsieg der Utrechter, erzielte Sneijder in der 60. Minute seinen ersten Liga-Treffer zum 2:1. In der 85. Minute wurde Sneijder für Anouar Kali ausgewechselt. Ein „phantastisches Debüt“, in dem er „dem Spiel seinen Stempel aufdrückte“, urteilte De Telegraaf; Voetbal International attestierte ihm einen „Traumstart“. Am Ende der Saison hatte er in 23 Spielen drei Tore erzielt. 

### RKC Waalwijk
In der Sommerpause 2012 wechselte Sneijder zum RKC Waalwijk. Am 31. Januar 2014 löste er seinen Vertrag in Waalwijk. Zum 1. Februar 2014 unterschrieb er bis Saisonende beim Zweitligisten Almere City FC.

### Wechsel nach Schottland
Im Juli 2015 unterschrieb der 24-Jährige einen Zweijahresvertrag beim schottischen Erstligisten Dundee United. Bereits einen Monat später wurde der Vertrag von Sneijder in Dundee aufgelöst.

## Rückkehr nach Utrecht
Sneijder kehrte zur folgenden Saison in seine Heimatstadt Utrecht zurück und spielte von August 2016 bis Februar 2017 für den Jong FC Utrecht in der Eerste Divisie. Anschließend ging er in die Eerste Klasse, die sechsthöchste Liga der Niederlande, wo er sich dem DHSC anschloss.